# Radanovići
Radanovići este un sat din comuna Kotor, Muntenegru. Conform datelor de la recensământul din 2003, localitatea are 663 de locuitori (la recensământul din 1991 erau 179 de locuitori).

## Demografie
În satul Radanovići locuiesc 500 de persoane adulte, iar vârsta medie a populației este de 35,7 de ani (34,2 la bărbați și 37,4 la femei). În localitate sunt 179 de gospodării, iar numărul mediu de membri în gospodărie este de 3,69.
Această localitate este populată majoritar de sârbi (conform recensământului din 2003).
|  |

| Demografie | Demografie | Demografie |
| An         | Locuitori  | Locuitori  |
| ---------- | ---------- | ---------- |
|            |            |            |
|            |            |            |
|            |            |            |
|            |            |            |
| 1948       | 34         |            |
| 1953       | 56         |            |
| 1961       | 79         |            |
| 1971       | 174        |            |
| 1981       | 203        |            |
| 1991       | 179        | 179        |
| 2003       | 673        | 663        |

| \| Componența etnică conform recensământului din 2003[2] \| Componența etnică conform recensământului din 2003[2] \| Componența etnică conform recensământului din 2003[2] \| Componența etnică conform recensământului din 2003[2] \| Componența etnică conform recensământului din 2003[2] \| \| ----------------------------------------------------- \| ----------------------------------------------------- \| ----------------------------------------------------- \| ----------------------------------------------------- \| ----------------------------------------------------- \| \| \| \| \| \| \| \| Sârbi \| Sârbi \| \| 437 \| 65,91% \| \| Muntenegreni \| Muntenegreni \| \| 110 \| 16,59% \| \| Iugoslavi \| Iugoslavi \| \| 12 \| 1,8% \| \| Rusi \| Rusi \| \| 4 \| 0,6% \| \| Croați \| Croați \| \| 3 \| 0,45% \| \| necunoscută \| necunoscută \| \| 10 \| 1,5% \| |              |  |     |        |
| Componența etnică conform recensământului din 2003 |              |  |     |        |
| |              |  |     |        |
| Sârbi | Sârbi        |  | 437 | 65,91% |
| Muntenegreni | Muntenegreni |  | 110 | 16,59% |
| Iugoslavi | Iugoslavi    |  | 12  | 1,8%   |
| Rusi | Rusi         |  | 4   | 0,6%   |
| Croați | Croați       |  | 3   | 0,45%  |
| necunoscută | necunoscută  |  | 10  | 1,5%   |